# Rudolf Bażanowski
Rudolf Bażanowski (ur. 1953 r. w Kiczycach k. Skoczowa) – polski duchowny luterański, w latach 1992–2017 biskup diecezji mazurskiej Kościoła Ewangelicko-Augsburskiego w RP, były proboszcz parafii w Olsztynie.

## Życiorys
W 1978 ukończył studia teologiczne na Chrześcijańskiej Akademii Teologicznej w Warszawie. Po ordynacji 19 listopada 1978 r. rozpoczął posługę duszpasterską jako wikariusz w parafii ewangelicko-augsburskiej w Kętrzynie, gdzie w 1984 r. został wybrany proboszczem. Funkcję tę pełnił do 1997 roku, gdy podjął służbę duszpasterską jako proboszcz w parafii ewangelicko-augsburskiej w Olsztynie. W dniu 22 marca 1992 roku został biskupem diecezji mazurskiej.